# Eagle Mountain Community Correctional Facility
Eagle Mountain Community Correctional Facility (ECCF) var ett delstatligt fängelse för manliga intagna och var belägen i den nuvarande spökstaden Eagle Mountain, som är en del av Desert Center (CDP), i Kalifornien i USA. Fängelset förvarade intagna som var klassificerade för säkerhetsnivån "låg". ECCF hade kapacitet på att förvara 436 intagna. Fängelset ägdes av Kaliforniens kriminalvårdsmyndighet California Department of Corrections (CDC) medan det drevs av det privata företaget Management and Training Corporation (MTC).

## Historik
År 1982 meddelade stålproducenten Kaiser Steel att gruvverksamheten i samhället Eagle Mountain skulle upphöra och vilket resulterade i att samhället princip övergavs med tiden. Fyra år senare köpte dock CDC samhällets köpcentrum och byggde om den för att vara ett delstatligt fängelse. Den invigdes 1988 vilket ledde till att samhället återuppstod. Den 25 oktober 2003 utbröt det upplopp, mitt under 2003 års World Series, och där 150 intagna deltog. De hade beväpnat sig med allt de kunde komma över. De privatanställda kriminalvårdarna var obeväpnade och tvingades fly. CDC tvingades då kalla in förstärkning från delstatsfängelserna Chuckawalla Valley State Prison och Ironwood State Prison samt poliser från Riverside Countys sheriffkontor för att få stopp på upploppet. Två intagna dödades och sju andra skadades allvarligt. CDC beslutade att snabbstänga fängelset och det genomfördes den 31 december samma år.
År 2007 var det diskussioner om att återöppna fängelset igen och Kalifornien anlitade arkitektfirman DMJM Design (Aecom) för att utreda om det var lämpligt eller ej. DMJM kom fram till  att det var olämpligt att återöppna fängelset, mycket på grund av dels att det skulle vara för dyrt att renovera anläggningen till modern fängelsestandard samt att bygga upp samhället igen. Dels att fängelset och samhället ligger allt för isolerad i delstaten.